# Gran Retiro
El Gran Retiro se refiere al exilio de los remanentes del gobierno de la República de China, gobernado por el Kuomintang, a la isla de Taiwán e islas menores del mar de la China Meridional en diciembre de 1949, hacia el final de las batallas activas en la guerra civil china. El Kuomintang (KMT, Partido Nacionalista Chino), sus oficiales y aproximadamente 2 millones de soldados participaron en la retirada; además de muchos civiles y refugiados, que huyeron de los avances del Ejército Popular de Liberación y del Partido Comunista.
La mayoría de las tropas huyeron a Taiwán desde las provincias del sur de China, incluida la provincia de Sichuan, donde tuvo lugar la última batalla del Ejército Nacional Revolucionario de la República de China en territorio continental. El vuelo a Taiwán tuvo lugar más de cuatro meses después de que Mao Zedong proclamara la fundación de la República Popular China en Pekín, el 1 de octubre de 1949.
Después de la retirada, el liderazgo de la República de China, dirigido por el Generalísimo y presidente Chiang Kai-shek, planeó hacer la retirada sólo temporal, con la esperanza de reagruparse, fortificar y reconquistar la China continental. Este plan, que nunca llegó a concretarse, se conoció como "Proyecto Gloria Nacional" y se convirtió en la prioridad nacional de la República de China en Taiwán. Una vez que se hizo evidente que tal plan no se podría realizar, el enfoque nacional de la República se dirigió a la modernización y el desarrollo económico de la isla de Taiwán, incluso cuando la República de China continúa reclamando soberanía sobre las regiones bajo el control de la República Popular China.

## Antecedentes

Migración realizada por refugiados y leales al Kuomintang ante el avance del Partido Comunista con destino final a Taipéi en la isla de Taiwán, que por entonces era una provincia que estuvo bajo dominio japonés entre 1895-1945.

La guerra civil china entre las fuerzas del Kuomintang (KMT) de Chiang Kai-shek y el Partido Comunista de China (PCCh) de Mao Zedong entró en su etapa final en 1945, tras la rendición de Japón. Ambas partes buscaron controlar y unificar a China. Mientras que Chiang dependía en gran medida de la ayuda de los Estados Unidos, Mao dependía del apoyo de la Unión Soviética y de la población rural de China.
El sangriento conflicto entre el KMT y el PCCh comenzó cuando ambas partes intentaban someter a los señores de la guerra chinos en el norte de China (1926-28) y continuó durante la ocupación japonesa (1932-1945). Tanto Mao Zedong como Chiang Kai-shek consideraron la necesidad de eliminar a los señores de la guerra, pero por diferentes razones. Para Mao, su eliminación acabaría con el sistema feudal en China, alentando y preparando al país para el socialismo y el comunismo. Para Chiang, los caudillos eran una gran amenaza para el gobierno central. Esta diferencia básica en la motivación continuó durante los años de lucha contra la ocupación japonesa en China, a pesar de tener un enemigo común.
Las fuerzas comunistas de Mao movilizaron al campesinado en las zonas rurales de China contra los japoneses, y en el momento de la rendición japonesa en 1945, el Partido Comunista de China había construido un ejército de casi un millón de soldados. La presión que las fuerzas de Mao ejercieron sobre los japoneses benefició a la Unión Soviética y, por lo tanto, las fuerzas del PCCh fueron suministradas por los soviéticos. La unidad ideológica del PCCh y la experiencia adquirida en la lucha contra los japoneses lo prepararon para las próximas batallas contra el Kuomintang. Aunque las fuerzas de Chiang estaban bien equipadas por Estados Unidos, carecían de liderazgo efectivo, unidad política y experiencia.
En enero de 1949, Chiang Kai-shek dimitió como líder del KMT y fue reemplazado por su vicepresidente, Li Zongren. Li y Mao entablaron negociaciones de paz, pero los nacionalistas de línea dura rechazaron las demandas de Mao.
La capacidad militar comunista fue un factor decisivo para resolver el impasse, y cuando Li buscó un retraso adicional a mediados de abril de 1949, el Ejército Popular de Liberación cruzó el río Yangtze (Chang). Chiang huyó a la isla de Formosa (Taiwán), donde ya habían sido transportados en avión aproximadamente 300 000 soldados.

## Reubicación de fuerzas y personas
En el transcurso de 4 meses a partir de agosto de 1948, los líderes de la República de China trasladaron la Fuerza Aérea de la República de China a Taiwán, tomando más de 80 vuelos y 3 barcos.
Chen Chin-chang escribe en su libro sobre el tema que un promedio de 50 o 60 aviones volaron diariamente entre Taiwán y China Continental transportando combustible y municiones entre agosto de 1948 y diciembre de 1949.
Chiang también envió los 26 buques de guerra del Ejército Nacional Revolucionario a Taiwán. El asalto comunista final contra las fuerzas nacionalistas comenzó el 20 de abril de 1949 y continuó hasta el final del verano. En agosto, el Ejército Popular de Liberación dominaba casi toda la China continental; los nacionalistas solo ocupaban Taiwán, las islas Pescadores y Kinmen, la provincia de Cantón (hasta el 14 de octubre) y algunas regiones en el lejano oeste de China.
El director del Instituto de Historia y Filología, Fu Ssu-nien, encabezó una carrera para persuadir a los académicos de que huyeran a Taiwán, además de traer libros y documentos.

## Contrabando de tesoros del continente
En 1948, Chiang Kai-shek comenzó a planificar el retiro del KMT a Taiwán con un plan para llevarse oro y tesoros del continente. La cantidad de oro que se movió difiere según las fuentes, pero generalmente se estima entre tres millones y cinco millones de taels (aproximadamente 113,6-115,2 toneladas; un tael son 37,2 gramos). Además del oro, KMT trajo reliquias antiguas, que ahora se guardan en el Museo Nacional del Palacio, Taipéi, Taiwán. Algunos eruditos dicen que el movimiento de oro y tesoros fue una de varias medidas de protección contra la invasión y ocupación japonesa, similar a cómo los gobiernos europeos transfirieron oro a otros lugares durante la Segunda Guerra Mundial.
Hay diferentes opiniones sobre los tesoros que se encuentran en el Museo Nacional del Palacio de Taiwán. Algunos en China ven la reubicación como un saqueo. Otros creen que estos tesoros se han protegido ya que podrían haberse perdido para siempre debido a la política de los Cuatro Viejos durante la Revolución Cultural que buscaba destruir todo elemento precomunista. Otros creen que Taiwán sigue siendo parte del territorio soberano chino, por lo que la reubicación no es un problema.
El Museo Nacional del Palacio afirma que en 1948, cuando China atravesaba su Guerra Civil, el director ejecutivo Chu Chia-hua y otros (Wang Shijie, Fu Ssu-nien, Xu Hong-Bao (chino: 徐洪 宝), Li Ji (chino: 李济) y Han Lih-wu) discutieron el envío de obras maestras a Taiwán para la seguridad de los artefactos.
La misión de Chiang Kai-shek de tomar oro de China se llevó a cabo en secreto porque, según el Dr. Wu Sing-yung (chino: 吴兴 镛; pinyin: Wu Xing-yong), toda la misión fue operada por el mismo Chiang. Solo Chiang y el padre del Dr. Wu, que era el jefe de Finanzas Militares del gobierno del KMT, conocían el gasto y el traslado de oro a Taiwán y casi todas las órdenes de Chiang se emitían verbalmente. El Dr. Wu afirmó que incluso el ministro de Finanzas no tenía poder sobre el gasto final y la transferencia. Chiang mantuvo el registro escrito como el máximo secreto militar en el Palacio presidencial de Taipéi y los archivos desclasificados solo estuvieron disponibles para el público más de 40 años después de su muerte en abril de 1975.

### Oro y tesoros en Taiwán
Es una creencia generalizada que el oro traído a Taiwán se utilizó para sentar las bases de la economía y el gobierno de Taiwán. Después de seis meses de la operación de oro de Chiang, se lanzó el nuevo dólar taiwanés, que reemplazó al antiguo dólar taiwanés en una proporción de uno a 40.000. Se cree que se utilizaron 800.000 taels de oro para estabilizar la economía que sufría de hiperinflación desde 1945.
Tres de los artefactos más famosos tomados por Chiang son los llamados Tres Tesoros del Museo Nacional del Palacio: la Piedra en forma de carne, la Col de jadeíta y el Mao Gong Ding.

#### Piedra en forma de carne
La piedra en forma de carne es un trozo de jaspe, teñido y tallado para que parezca cerdo de Dongpo（en chino: 东坡肉, una panceta de cerdo guisada china).

#### Col de jadeíta
El segundo de los Tres Tesoros es la Col de jadeíta. Está tallado en una piedra de jade natural que era mitad verde y mitad blanca. Su tamaño es de 9,1 centímetros (3,6 pulgadas), más pequeño que la mano humana promedio. Dado que fue tallado en jade natural, tiene muchos defectos y grietas. Esto hace que la escultura parezca más natural, ya que esas grietas y defectos se parecen al tallo y las hojas de la col.

#### Mao Gong Ding
El Mao Gong Ding es el tercero de los Tres Tesoros. Es un trípode/caldero de bronce. Tiene una altura de 53,8 cm (21,2 pulgadas), un ancho de 47,9 cm (18,9 pulgadas) y un peso de 34,7 kg (77 libras). Tiene una inscripción de 497 caracteres dispuestos en 32 líneas, la inscripción más larga entre las inscripciones de bronce de la antigua China. Se dice que se remonta a la desaparecida Dinastía Zhou.

## Acciones militares inmediatas de la República de China
Desde Taiwán, la fuerza aérea de Chiang intentó bombardear las ciudades continentales de Shanghái y Nankín, pero sin resultado. Las fuerzas terrestres de Chiang pretendían regresar al continente, pero no tuvieron éxito a largo plazo. Así, las fuerzas comunistas de Mao Zedong quedaron bajo el control de toda China excepto la isla de Hainan y Taiwán.
En conjunto, la Guerra Civil tuvo un impacto inmenso en el pueblo chino. El historiador Jonathan Fenby propone que “la hiperinflación [durante la guerra civil china] socavó la vida cotidiana y arruinó a decenas de millones. Obstaculizado por una base impositiva pobre, un mayor gasto militar y una corrupción generalizada".

## Planes para retomar China continental
Originalmente, la República de China planeaba reconquistar el continente y suprimir a la República Popular China. Después de la retirada a Taiwán, Chiang Kai-shek estableció una dictadura sobre la isla con otros líderes del Kuomintang y comenzó a hacer planes para invadir el continente. Chiang concibió un plan de alto secreto llamado Proyecto Gloria Nacional o Proyecto Guoguang. (Chino: 國 光 計劃; pinyin: Gúoguāng Jìhuà; lit .: 'Plan / proyecto de gloria nacional'), para lograr esto. La ofensiva planificada de Chiang involucró 26 operaciones, incluidas invasiones terrestres y operaciones especiales detrás de las líneas enemigas. Le había pedido a su hijo Chiang Ching-kuo que redactara un plan para los ataques aéreos en las provincias de Fujian y Guangdong, de donde procedían muchos soldados de la República de China y gran parte de la población de Taiwán. Si hubiera tenido lugar, habría sido la invasión marítima más grande de la historia.

### Proyecto Gloria Nacional
La década de 1960 vio el llamado Gran Salto Adelante de Mao Zedong en China continental que condujo a hambrunas catastróficas y millones de muertes, así como la eliminación de la posibilidad de que la joven República Popular China tenga la capacidad necesaria para desarrollar sus propias armas nucleares. Por lo tanto, Chiang Kai-shek vio una oportunidad de crisis para lanzar un ataque para recuperar China continental.
En este momento, Estados Unidos estaba luchando en la guerra de Vietnam. Para que el Proyecto Gloria Nacional tuviera éxito, Chiang Kai-shek sabía que necesitaba la ayuda militar de Estados Unidos. Por lo tanto, se ofreció a ayudar a los estadounidenses a luchar en la guerra de Vietnam a cambio del apoyo de los Estados Unidos para recuperar su territorio perdido. Estados Unidos se opuso y rechazó las sugerencias de Chiang. Esto no lo detuvo. Por el contrario, Chiang siguió adelante con los preparativos y siguió adelante con su plan para recuperar su territorio perdido.
En 1965, se completaron los planes de huelga de Chiang. Sus generales y almirantes planearon posibles fechas para el despliegue mientras los soldados y oficiales de campo se preparaban para la batalla, según los archivos del gobierno.

### Cronología
1 de abril de 1961: El año fue testigo del advenimiento del Proyecto Gloria Nacional. La oficina fue construida por las Fuerzas Armadas de la República de China junto con el Ministerio de Defensa Nacional en la ciudad de Sanxia, condado de Taipéi (ahora un distrito en la ciudad de Nuevo Taipéi). El teniente general del ejército Zhu Yuancong asumió el cargo de gobernador y lanzó oficialmente el proyecto para elaborar un prudente plan de operaciones para recuperar los territorios perdidos en China continental. Al mismo tiempo, salió a la luz el establecimiento del Proyecto Juguan [aclarar] mediante el cual miembros militares comenzaron a trabajar en una posible alianza con las tropas estadounidenses para atacar la China continental.
Abril de 1964: durante este año, Chiang Kai-shek organizó un conjunto de refugios antiaéreos y cinco oficinas militares en el lago Cihu (chino: 慈湖), que sirvió como centro de mando secreto. Tras el establecimiento del Proyecto Gloria Nacional, se pusieron en marcha varios subplanos, como el área frontal del enemigo, la zona de retaguardia de guerra especial, ataque sorpresa, aprovechamiento del contraataque y asistencia contra la tiranía.
Sin embargo, las Fuerzas Armadas de los Estados Unidos y el Departamento de Defensa, junto con el Departamento de Estado, se opusieron firmemente al Proyecto Gloria Nacional; rechazando el plan del KMT para retomar China continental. Por lo tanto, todas las semanas, las tropas estadounidenses verificaron el inventario de vehículos de aterrizaje anfibios del Cuerpo de Marines de la República de China utilizados por la República de China y ordenaron a los miembros del grupo asesor militar estadounidense que sobrevolaran el campamento del Proyecto Gloria Nacional en misiones de exploración. Estos pasos elevados enfurecieron a Chiang Kai-Shek.
17 de junio de 1965: Chiang Kai-shek visitó la Academia Militar de la República de China para reunirse con todos los oficiales de nivel medio y superior para diseñar y lanzar el contraataque.
24 de junio de 1965: Una multitud de soldados [cuantificar] murieron durante un simulacro de entrenamiento para simular un ataque comunista a las principales bases navales en el sur de Taiwán cerca del distrito de Zuoying. Las muertes ocurridas durante el suceso fueron las primeras pero no las últimas en el Proyecto Gloria Nacional.
6 de agosto de 1965: Un torpedero de la Armada del Ejército Popular de Liberación emboscó y hundió a 200 soldados mientras el buque de guerra naval de Zhangjiang realizaba la asignación del Tsunami Número 1, en un intento de transportar fuerzas especiales a las cercanías de la isla costera de Dongshan, en el este de China continental, para transportar realizar una operación de recolección de inteligencia.
Noviembre de 1965: Chiang Kai-shek ordenó a otros dos buques de guerra, el CNS Shan Hai y el CNS Lin Huai, que recogieran a los soldados heridos de las islas de Magong y Wuqiu, situadas frente a la costa de Taiwán. No obstante, los barcos fueron atacados por 12 barcos de la República Popular China, el Lin Huai se hundió y aproximadamente 90 soldados y marineros murieron en acción. Sorprendido por la gran pérdida de vidas en la batalla naval de Magong, Chiang perdió toda esperanza en el Proyecto Gloria Nacional.
Después de varias invasiones fingidas infructuosas entre agosto de 1971 y junio de 1973, en el período previo a los principales desembarcos, el ascenso de 1973 que presenció el ascenso al poder de Nie Rongzhen en Pekín llevó a Chiang a cancelar todos los ataques falsos adicionales y comenzar el aterrizaje completo. operaciones. Dicho esto, según el general Huang Chih-chung, que era coronel del ejército en ese momento y parte del proceso de planificación, Chiang Kai-shek nunca abandonó por completo el deseo de reconquistar China; "incluso cuando murió (en 1975), todavía esperaba que la situación internacional cambiara y que los comunistas fueran aniquilados algún día".

### Fracaso de la reconquista y cambio de enfoque hacia la modernización
El fracaso del Proyecto Gloria Nacional de Chiang cambió el curso de la historia de China y Taiwán, alterando para siempre las relaciones entre ambos lados del estrecho de Formosa. Por ejemplo, los taiwaneses “cambiaron el enfoque hacia la modernización y defensa de Taiwán en lugar de preparar a Taiwán para recuperar China”, afirmó Andrew Yang, un politólogo especializado en relaciones entre las dos Chinas en el Consejo de Estudios de Política Avanzada con sede en Taipéi. El hijo de Chiang Kai-shek, Chiang Ching-kuo, quien más tarde lo sucedió como presidente, se centró en mantener la paz entre el continente y Taiwán. Hoy, las relaciones políticas entre Taiwán y China han cambiado; "Espero que se desarrolle pacíficamente ... No hay necesidad de guerra".